# Giancarlo Collet
Giancarlo Collet (* 21. Februar 1945 in Brunnen) ist ein katholischer Theologe aus der Schweiz.

## Wissenschaftliche Laufbahn
Giancarlo Collet studierte Philosophie und katholische Theologie in Zürich, Luzern und Tübingen. 1983 wurde er (bei Walter Kasper) mit einer Arbeit über Das Missionsverständnis der Kirche in der gegenwärtigen Diskussion zum Doktor der Theologie promoviert.
Collet war von 1983 bis 1985 Dozent am Missiologischen Institut der Universidad Intercontinental in Mexiko-Stadt. Von 1985 bis 1988 arbeitete er als Projektleiter im Forschungsteam des Bildungszentrums RomeroHaus der Bethlehem Mission Immensee in Luzern (benannt nach Erzbischof Óscar Romero). Von 1988 an war er Direktor des Instituts für Missionswissenschaft an der Katholisch-theologischen Fakultät der Universität Münster. Am 8. Juni 1998 hielt er die Laudatio zur Ehrenpromotion des Befreiungstheologen Jon Sobrino. 2010 wurde Collet emeritiert.
Collet ist u. a. Mitglied der International Association for Mission Studies (IAMS), der Deutschen Gesellschaft für Missionswissenschaft (DGMW) und der Theologischen Kommission des Evangelischen Missionswerkes (EMW).

## Theologie
Collet versucht, Anliegen der Befreiungstheologie und der sogenannten Dritte-Welt-Theologien in die europäischen theologischen Debatten zu vermitteln. Um den Eurozentrismus der Theologie aufzubrechen, spricht er von «Christentümern» im Plural. Sein Augenmerk gilt den Migrationsbewegungen, die weltweit zur Veränderung von Religion und Kirche führen. In diesen Veränderungen sieht Collet die Chance, den Ethnozentrismus der europäischen Kirche aufzubrechen, um «zu einer besseren gegenseitigen Wahrnehmung und schließlich zum solidarischen Engagement für das Gemeinwohl aller» zu kommen.

## Schriften (Auswahl)
- Das Missionsverständnis der Kirche in der gegenwärtigen Diskussion. Matthias-Grünewald-Verlag, Mainz 1984, ISBN 3-7867-1127-5 (Tübinger theologische Studien. Band 24).
- als Hrsg.: Der Christus der Armen. Das Christuszeugnis der lateinamerikanischen Befreiungstheologen. Herder-Verlag, Freiburg im Breisgau 1988, ISBN 3-451-21149-1.
- als Hrsg.: Theologien der Dritten Welt. EATWOT als Herausforderung westlicher Theologie und Kirche. Immensee 1990, ISBN 3-85824-069-9 (Neue Zeitschrift für Missionswissenschaft. Supplementa 37).
- mit Justin Rechsteiner (Hrsg.): Vergessen heißt Verraten. Erinnerungen an Oscar A. Romero zum 10. Todestag. Peter-Hammer-Verlag, Wuppertal 1990, ISBN 3-87294-427-4.
- mit Heinz-Günter Stobbe (Hrsg.): Straflosigkeit – Gerechtigkeit – Vergebung. Christliche Wege zur Versöhnung? EOS-Verlag, St. Ottilien 1996, ISBN 3-88096-417-3.
- Für die einen Hoffnung – für die anderen Bedrohung? Bemerkungen zur Rezeption lateinamerikanischer Befreiungstheologie. In: Raúl Fornet-Betancourt (Hrsg.): Befreiungstheologie. Kritischer Rückblick und Perspektiven für die Zukunft. 3. Band. Matthias-Grünewald-Verlag, Mainz 1997, ISBN 3-7867-1975-6, S. 163–174.
- Historische Modelle der Mission. In: Klaus Schäfer (Hrsg.): Plädoyer für Mission. Beiträge zum Verständnis von Mission heute. EMW, Hamburg 1998, ISSN 1430-6530, S. 43–55. (Weltmission heute. Band 35)
- «... bis an die Grenzen der Erde.» Grundfragen heutiger Missionswissenschaft. Herder-Verlag, Freiburg im Breisgau u. a. 2002, ISBN 3-451-27929-0.
- Theologie der Befreiung. "Vom Einbrechen der Armen in die Geschichte" Zur Entstehung von Befreiungstheologien. In: Theologien der Gegenwart. Darmstadt 2006, ISBN 3-534-15803-2, S. 7–52.
- San Romero de América. Symbol gelebter Solidarität. In: Klaus Hagedorn (Hrsg.): Oscar Romero. Eingebunden – zwischen Tod und Leben. BIS-Verlag, Oldenburg 2006, S. 13–32.
- Implikationen der globalen Transformation des Christentums für die römisch-katholische Kirche. In: Berliner Theologische Zeitschrift. 27 (2010) S. 71–88.